# Der grosse Basar
Der grosse Basar: Gespräche mit Michel Lévy, Jean-Marc Salmon, Maren Sell ist ein von Michel Lévy, Jean-Marc Salmon und Maren Sell 1975 veröffentlichtes Buch auf Basis von Interviews mit Daniel Cohn-Bendit über sein Leben von 1968 bis 1975. Die Originalausgabe erschien bei Pierre Belfond unter dem Titel Le grand bazar. Das Werk wurde u. a. von Thomas Hartmann aus dem Französischen übersetzt und erschien 1975 in deutscher Übersetzung im Trikont-Verlag. Weitere Übersetzungen erfolgten ins Englische (1975), Spanische (1976), Türkische (1987) und Portugiesische (1988). Inhaltlicher Schwerpunkt des Buches sind die politischen Ereignisse vom Mai 1968 und die Rolle Cohn-Bendits hierbei. Im Vorwort wurde das Buch als „ein buntes Warenhaus des Linksradikalismus“ angekündigt.
Im Jahr 2001, und damit 26 Jahre nach Erscheinen des Buches, wurden Textpassagen zur Sexualität zwischen Erwachsenen und Kindern erstmals zum Thema einer Kontroverse um Cohn-Bendit. 2013 wurden diese Zitate dann erneut aufgegriffen, unter anderem im Rahmen der Pädophilie-Debatte um die Partei Bündnis 90/Die Grünen.

## Inhalt

### Like a rolling-stone
Daniel Cohn-Bendit spricht über die Aversion der politischen Linken, sich mit Individuen auseinanderzusetzen. Die kapitalistische Gesellschaft habe ihm seine Identitätsfindung erschwert. Er geht auf seine jüdische Herkunft ein und erwähnt die linke Prägung über das elterliche Umfeld. Cohn-Bendit fühlt sich weder ausschließlich als Deutscher noch als Franzose. Der Sechstagekrieg (1967) habe in ihm eine Auseinandersetzung mit seiner jüdischen Identität ausgelöst; die Ziele der israelischen Linken hätten ihm dabei anfangs am nächsten gestanden. Außerdem stellt er das Erlernen von Fremdsprachen als Möglichkeit heraus, nationale Grenzen zu überwinden. Er habe sich mehrmals in Israel aufgehalten und 1969 aufgrund der politischen Ereignisse mit seinem Glauben an den Zionismus gebrochen und sich zum Pazifismus bekannt. Den weiteren Teil des Kapitels widmet er seiner Reise durch Israel, seinen menschlichen Begegnungen (auch mit Vertretern der Matzpen) und seiner politischen Einschätzung zum Jom-Kippur-Krieg (1973).

### Es war einmal
In diesem Kapitel geht Cohn-Bendit auf das damalige Verhältnis von anarchistischen bzw. anderen linken Gruppierungen und dem größten französischen Studentenverband UNEF ein. Cohn-Bendits Gruppe führte 1967/68 noch ein Außenseiterdasein. Die soziologischen Vorlesungen dienten zur provokativen Diskussion. Er beschreibt dann im Detail und über mehrere Seiten die Anfänge der Bewegung in Nanterre und die Ausweitung auf Paris im Mai 1968. Kurzzeitig wurde er (der Studentenführer) verhaftet; ein Pariser Polizist beschimpfte ihn antisemitisch.

### Jet Set
Daniel Cohn-Bendit lässt sich von der Presse – wie ein Star – interviewen. Seine Äußerungen in Amsterdam über die französische Trikolore und die Rote Fahne führen zur Ausweisung aus Frankreich. Er besucht im Februar 1968 den Internationalen Vietnamkongress in Berlin und kooperiert mit dem SDS in Deutschland.

### Johnny Weissmüller
In diesem Kapitel redet er über ein Western-Filmprojekt mit dem Regisseur Jean-Luc Godard, das jedoch in der geplanten Form nicht realisiert wurde. Er nimmt Bezug auf die Bürgerrechtsbewegung der USA, die Russische Revolution und die Indianer Nordamerikas. Cohn-Bendit erkennt die Bedeutung des Mediums Film für seine Bewegung und spricht über die Grenzen in Bezug auf die herrschenden Machtstrukturen. Neben dem Kino schildert er auch sein Interesse am Fußball als weltanschaulich integrierendem Medium. So sei man sich trotz unterschiedlicher politischer und weltanschaulicher Positionen in der Kurve einig gewesen, dass die Eintrittspreise zu teuer seien.

### Die Reise jenseits des Kommunismus
Cohn-Bendit legt seine antikapitalistische, antiautoritäre und antikommunistische Grundüberzeugung dar. Bestärkt sieht er sich durch die Niederschlagung des Ungarischen Volksaufstands (1956). Er analysiert die Oktoberrevolution von 1917 in Russland und nimmt kritisch zur Rolle der Deutschen Kommunistischen Partei (DKP) sowie zu den politischen Zielen der DDR Stellung. Als Nächstes befasst er sich mit der Parti communiste français (PCF) und anderen kommunistischen Parteien in Europa.

### Little Big Men
In diesem Kapitel beschreibt Cohn-Bendit seine rund zweijährige Tätigkeit als Kindergärtner. Er habe diese Stelle angetreten, da seiner Meinung nach die Beschäftigung mit Kindern in seinem politischen Umfeld zu kurz komme. Cohn-Bendit schreibt, er habe sich bei seiner antiautoritär geprägten Arbeit sehr stark mit den zu betreuenden Kindern identifiziert und den Wunsch entwickelt, von diesen geliebt und benötigt zu werden. Es sei dabei teilweise auch darum gegangen, seine eigene Kindheit aufzuarbeiten. Er habe das Wesen der Kinder zudem als sehr lehrreich empfunden; so seien diese sehr empathisch und ehrlich gewesen und hätten einen bemerkenswerten Sinn für die Probleme der Erwachsenen gehabt.
Er beschreibt auch eine erotische Komponente der Beziehung zu den Kindern (siehe Gesellschaftliche Debatte). Den vornehmlich aus linksliberalen Akademikerfamilien stammenden Kindern habe es allerdings teilweise an emotionaler Ausdrucksweise gemangelt und sie hätten sich im Kindergarten vornehmlich austoben und weniger etwas lernen wollen. In diesem Zusammenhang zieht Cohn-Bendit den Schluss, man könne Kinder nicht mit (für sie abstrakten) politischen Problemen konfrontieren, jedenfalls nicht, ohne sie kindgerecht aufzubereiten und den Kindern Raum für individuelle Gedanken und Interpretationen zu lassen. Nach etwa eineinhalb Jahren habe er schrittweise das Interesse an seiner Arbeit verloren, da er das Gefühl hatte, gesellschaftlich nichts bewegen zu können. Forciert worden sei dies durch Konflikte, die durch Kinder türkischer Gastarbeiter entstanden seien. Eine notwendige Sozialisation dieser Kinder habe den Kindergarten überfordert und man habe sich schließlich nicht anders zu helfen gewusst, als sie nach Hause zu schicken.
Das Kapitel Little Big Men, das Gegenstand einer Pädophilie-Debatte wurde, erschien 1976 als Abdruck unter dem Titel „Damals im Kinderladen“ in dem von Klaus Rainer Röhl gegründeten Monatsmagazin das da.

## Gesellschaftliche Debatte

### Äußerungen im Buch
Einige Äußerungen Cohn-Bendits über Erfahrungen während seiner Arbeit in einem Kinderladen von 1972 bis 1974 in Frankfurt am Main im Kapitel Little Big Men (S. 139–147) wurden wiederholt öffentlich aufgegriffen. So veröffentlichte die feministische Zeitschrift Emma in ihrer Ausgabe vom Mai/Juni 2001 strittige Auszüge aus dem Buch unter dem Titel „Ich hatte Lust“. Aus dem Buch wurden in späteren Debatten meist die folgenden Passagen aufgegriffen und zitiert:

„Mein ständiger Flirt mit allen Kindern nahm bald erotische Züge an. Ich konnte richtig fühlen, wie die kleinen Mädchen von fünf Jahren schon gelernt hatten, mich anzumachen.“

und

„Es ist mir mehrmals passiert, dass einige Kinder meinen Hosenlatz geöffnet und angefangen haben, mich zu streicheln. Ich habe je nach den Umständen unterschiedlich reagiert, aber ihr Wunsch stellte mich vor Probleme. Ich habe sie gefragt: ‚Warum spielt ihr nicht untereinander, warum habt ihr mich ausgewählt und nicht andere Kinder?‘ Aber wenn sie darauf bestanden, habe ich sie dennoch gestreichelt.“

### Anschuldigungen
Im Januar 2001 beschuldigte die Journalistin Bettina Röhl auf ihrer Web-Seite Cohn-Bendit des sexuellen Missbrauchs von Kindern und bezog sich dabei auf eine Textpassage aus Der grosse Basar. Röhl bot die Entdeckung der Textpassagen mehreren Presseorganen zum Verkauf an. Die britische Wochenzeitung The Observer druckte den von Röhl beanstandeten Buchauszug ab. Die französische Tageszeitung Libération entschied sich gegen Röhls Geschichte, das Nachrichtenmagazin L’Express (Frankreich), die Bildzeitung (Deutschland) und La Repubblica (Italien) griffen das Thema jedoch auf, wobei L’Express das Buch rezensiert hatte, nachdem es erschienen war, und damals nichts Anstößiges darin entdeckt hatte. Der ehemalige Außenminister Klaus Kinkel (FDP) forderte am 31. Januar 2001 den Europaabgeordneten Daniel Cohn-Bendit in einem offenen Brief in der Berliner Zeitung dazu auf, sich von den Äußerungen zu distanzieren.
Verschiedene französische, österreichische und Schweizer Politiker aus dem politisch rechten Lager qualifizierten Cohn-Bendit als pädophil.

### Eklat vor Preisverleihung
Im März 2013 sagte der Präsident des Bundesverfassungsgerichtes Andreas Voßkuhle seine zugesagte Laudatio zur Verleihung des Theodor-Heuss-Preises der überparteilichen Theodor-Heuss-Stiftung an Cohn-Bendit mit der Begründung ab, Cohn-Bendit habe sich „in nicht unproblematischer Weise über die Sexualität zwischen Erwachsenen und Kindern geäußert“.
In einem Interview mit dem Nachrichtenmagazin Der Spiegel im Mai 2013 erklärte Cohn-Bendit, Der grosse Basar sei „nicht nur furchtbar schlecht geschrieben, sondern auch eine merkwürdige Kolportage aus Fiktion und Erlebtem“. Das Buch sei „aus einem Interview entstanden, als eine Art Manifest gegen die bürgerliche Gesellschaft“.

### Reaktion Cohn-Bendits
Cohn-Bendit antwortete Kinkel am 1. Februar 2001:

„Vor 25 Jahren, als wir über Kindersexualität diskutierten, war uns und der Gesellschaft das Problem nicht bewusst. Wir stellten uns die Frage, wie kann ein Erzieher, wie können Eltern der kindlichen Sexualität und der kindlichen Neugier nicht-repressiv begegnen, ihre Autonomiewünsche ernst nehmen. Die Gesellschaft der 60er und 70er Jahre, in der wir lebten, wurde unserer Meinung nach diesen Bedürfnissen nicht gerecht. Bei Diskussionen in Wohngemeinschaften, in den Kinderläden und in der Öffentlichkeit versuchten wir, in einem kollektiven Diskurs eine neue Sexualmoral zu definieren. In diesem Zusammenhang muss man meine ich-bezogene Selbstreflexion im ‚Großen Basar‘ verstehen. Ich fasse unzählige Debatten zusammen, will zuspitzen und provozieren. Ich vermische Gespräche und offene Fragen zu einer persönlichen Position. Dabei will ich – und das kann man mir sicher vorwerfen – mich als Tabubrecher profilieren. Einige Zeilen dieser Reflexion sind, heute gelesen, unerträglich und falsch. Hätten wir damals mehr über sexuellen Missbrauch gewusst, hätte ich sie nicht geschrieben.“

### Entlastungen
Eltern und Kinder aus Kinderläden und früheren Wohngemeinschaften (2001) sowie eine frühere Kollegin (2013) Cohn-Bendits aus Frankfurt nahmen ihn gegen den Vorwurf des sexuellen Missbrauchs in Schutz. Eine Initiatorin erklärte später, Cohn-Bendit lediglich „aus politischen Gründen“ entlastet zu haben. Ihr Sohn wurde laut Angaben der FAZ erst 1980 geboren und konnte demnach nicht von Cohn-Bendit in dem in seinem Buch beschriebenen Zeitraum betreut worden sein. Die Initiatorin des Briefs von 2001 erläuterte im Interview mit der FAZ:  und „Aber es ist ausgeschlossen, dass er etwa pädophil sein könnte oder eine solche Denkrichtung verteidigt.“
Der Archivleiter der Heinrich-Böll-Stiftung, Christoph Becker-Schaum, erwähnte Protest- und Solidaritätsbriefe von Eltern, die sich im Archivbestand befinden. Becker-Schaum berichtete, die entsprechende Akte sei „mit der ausdrücklichen Bitte um einen Sperrvermerk aus dem Büro Cohn-Bendit ins Archiv geschickt worden“. Anfang Mai 2013 konnte die Akte von BILD eingesehen werden; sie enthielt keine be- oder entlastenden Momente.
Die Wertung der Entlastungen wurde im Landtag von Baden-Württemberg in einer Anfrage des CDU-Abgeordneten Matthias Pröfrock diskutiert und von der grünen Ministerin Silke Krebs beantwortet. Ministerin Krebs teilte mit: 

## Rezeption

### Rezeption durch die Wissenschaft
Das englischsprachige Standardwerk A History of German Literature – From the Beginnings to the Present Day erschienen 1993 erwähnt das Buch unter der Rubrik The 'literarised' revolt zusammen mit autobiographischen Büchern von Bommi Baumann und Inga Buhmann.

### Rezensionen der überregionalen Presse
„Cohn-Bendits großer Basar ist so etwas wie ein Gemischtwaren laden für linke Erkenntnisse und Gebrauchsanweisungen. Das Angebot ist schillernd, die Übersicht kommt leicht abhanden. Da ist von Israel und den Juden die Rede, von Gastarbeitern, Roter Armee Fraktion und Anarchisten, von Konsumgesellschaft und revolutionärer Moral, vom Leben in Berlin, in der Kommune, im Kindergarten, von der Bild-Zeitung und vom Filmemachen. Der Soziologiestudent aus Nanterre mit dem jungenhaften Charme und dem messerscharfen Verstand ist nicht kleinlich in der Auswahl seiner Themen.“

„Derlei Bekenntnisse legt Cohn-Bendit in sympathischer Offenheit in einem Buch ab […] ein bißchen Manifest, ein bißchen Memoiren: ‚Der große Basar‘ (Titel), ein ‚Gemischtwarenladen für linke Erkenntnisse‘, enthält mancherlei Gedanken über Gastarbeiter und Filmemacher, Judentum und Kindergärten -- doch ‚am aufschlußreichsten‘ ist, wie Kritiker der französischen Ausgabe im letzten Jahr urteilten, was der Apo-Altstar über seine Rolle im Pariser Mai schreibt.“

### Rezension in einem Kulturmagazin
„Er will sich sympathisch „verkaufen“: schließlich schreibt man die Autobiographie seiner Jugend nur einmal, und die Historiker der Studentenbewegung, die uns bald erblühen werden, müssen ihn wohl zitieren. Weil Offenheit sympathisch macht, offenbart uns Bendit seine Eitelkeiten, seine narzißtischen Überzeugungen („Kann es ohne mich keinen Linksradikalismus geben“), seinen Opportunismus und seine Anpassungsfähigkeit.“

### Besprechung in linken Zeitschriften
1976 erschien im Theorieorgan Kommunismus und Klassenkampf (KuK) des Kommunistischen Bundes Westdeutschland (KBW) unter dem Titel „Cohn-Bendits Lob der Fäulnis“ eine Besprechung des Buches von Jürgen Klocke. Der Bremer Arbeiter und KuK-Autor sah bezugnehmend auf Paul Lafargues Lob der Faulheit die zahlreichen Sponti-Gruppen vor allem als „arbeitsscheue Bonvivants“. Laut Klocke hätte Cohn-Bendit „Ähnlichkeit mit einem Bandwurm“, der auf Kosten anderer immer dicker werde. Die Bezeichnung Cohn-Bendits als Parasiten und andere Aussagen in der Rezension stufte Jens Benicke 2009 als „antisemitisch codierte Hasstiraden“ ein, die folgerichtig in einer Morddrohung mündeten. Es gebe, so Klocke, nur zwei Möglichkeiten: Entweder würde Cohn-Bendit von der Arbeiterklasse eine nützliche Arbeit zugewiesen bekommen, etwa in einer Fischmehlfabrik in Cuxhaven, oder er würde während der Revolution von den Massen an den nächsten Baum befördert werden. Der Aufsatz mit diesen Aussagen ist für Benicke ein extremes Beispiel des Umkippens eines „Arbeitsfetischismus“ in den Antisemitismus. Auch der damalige KuK-Chefredakteur Gerd Koenen gab zu, dass die Metapher „Fischmehlfabrik“ düstere Assoziationen weckte und nicht nur an Arbeitslager, sondern an Vernichtungslager denken ließ.
Dieser Auszug aus der Besprechung wurde von der Frankfurter Rundschau in der Rubrik Aufgespießt und von der Zeitschrift Arbeiterkampf („da schluckt der Kommunist“) des Kommunistischen Bundes (KB) verbreitet und kursierte lange in der linken Szene. In der nächsten Ausgabe musste der verantwortliche Redakteur in seinem Editorial unter dem Titel Aufgeschreckte Reaktion nochmals auf das Thema zurückkommen.

## Ausgaben
- Daniel Cohn-Bendit: Le Grand Bazar. Entretiens avec Michel Lévy, Jean-Marc Salmon, Maren Sell. 1. Auflage. Éditions Belfond, Paris 1975, ISBN 2-7144-3010-4 (französisch, Neuausgabe: Le grand bazar: Mai et après. Bibliothèque médiations Bd. 175, Denoël/Gonthier, Paris 1978. (fr)).
- Daniel Cohn-Bendit: Der grosse Basar. Gespräche mit Michel Lévy, Jean-Marc Salmon, Maren Sell. 1. Auflage. Trikont-Verlag, München 1975, ISBN 3-920385-82-9 (französisch: Le Grand Bazar. Übersetzt von Thomas Hartmann, Die deutsche Ausgabe hat zusätzlich 27 Anmerkungen mit sachlichen Erklärungen in einem Anhang auf S. 173 f.).
- Le grand bazar. Denoël/Gonthier, Paris 1975. (en)
- El gran bazar. Übersetzung aus dem Französischen. Dopesa, Barcelona 1976, ISBN 84-7235-268-4 (= Testimonio de actualidad, 47). (es)
- Başkaldırının haşarı çocuğu anlatıyor: Hepinizi öpüyorum. Aus dem Französischen übersetzt von Kemal Başar. Metis Yayınları, Istanbul 1987 (= Yaşadığımız dünya dizisi, 7). (tr)
- O grande bazar: as revoltas de 1968. Conversas com Michel Lévy, Jean-Marc Salmon e Maren Sell. Aus dem Französischen übersetzt von Caterina Koltai. Editora Brasiliense, Sao Paulo 1988, ISBN 978-85-11-29006-6. (pt)

### Rezensionen
- Heinz Abosch: Rebellische Konfession (Rez.), in: Frankfurter Hefte, Heft 9, September 1977, S. 65.
- Jürgen Klocke: Cohn-Bendits Lob der Fäulnis (Rez.), in: Kommunismus und Klassenkampf, Nr. 6, September 1976, S. 286–288.
- Memorien. Ach wie gut (Rez.), in: Der Spiegel, Ausgabe 22, 24. Mai 1976, S. 91–94.
- Michael Rohrwasser: Dannys greisenhafte Klugheit. Daniel Cohn-Bendit: Der große Basar (Rez.), in: Neues Forum, Heft 273/4, September/Oktober 1976, S. 71.
- Klaus-Peter Schmid: Rumpelstilzchen erinnert sich. Cohn-Bendit schildert seine Rolle im Pariser Mai 1968 (Rez.), in: Die Zeit, Ausgabe 31, 25. Juli 1975.
- Daniel Vernet: Le ministère de l’intérieur maintient l’interdiction de séjour visant M. Cohn-Bendit LE JEU DU " GRAND BAZAR " (Rez.), in: Le Monde, 12. Mai 1975.

### Abdruck in Zeitschriften
- Daniel Cohn-Bendit: Ich hatte Lust. In: Emma. 1. Mai 2001, ISSN 0721-9741 (online [abgerufen am 13. April 2014] Auszug zum Kapitel Little Big Men in "Der große Basar").[45]
- Kapitel Little Big Men im Monatsmagazin das da als Vorabdruck unter dem Titel „Damals im Kinderladen“.[46]

### Wissenschaftliche Rezeption
- Rüdiger Gollnick: Sexuelle Grenzverletzungen im Lehrer-Schüler-Verhältnis an staatlichen Schulen (= Geschlecht-Gewalt-Gesellschaft; 8). Lit Verlag, Berlin 2013, ISBN 978-3-643-11931-5, S. 195–197.